# Аззам, Александр Мохамадович
Алекса́ндр Моха́мадович Азза́м (род. 8 января 2003, Санкт-Петербург) — российский футболист, нападающий.

## Биография
Родился в Санкт-Петербурге.
Воспитанник петербургского ДФК «Зенит-84». Позже перешёл в академию белградского «Партизана», а затем «Синджелича».
26 августа 2022 года присоединился к юношеской команде клуба «Жарково».
15 сентября 2023 года подписал профессиональный контракт с клубом «Текстилац». В сезоне 2023/24 с командой занял 4-е место в Первой лиге и по итогам переходных матчей вышел в Суперлигу.
7 декабря 2024 года в матче чемпионата Сербии против «Црвены звезды» дебютировал в профессиональном футболе.

## Статистика выступлений
| Выступление      | Выступление      | Выступление      | Лига | Лига | Кубки | Кубки | Итого | Итого |
| Клуб             | Лига             | Сезон            | Игры | Голы | Игры  | Голы  | Игры  | Голы  |
| ---------------- | ---------------- | ---------------- | ---- | ---- | ----- | ----- | ----- | ----- |
| Текстилац        | Суперлига        | 2024/25          | 1    | 0    | 0     | 0     | 1     | 0     |
| Текстилац        | Итого            | Итого            | 1    | 0    | 0     | 0     | 1     | 0     |
| Всего за карьеру | Всего за карьеру | Всего за карьеру | 1    | 0    | 0     | 0     | 1     | 0     |